# World of Warcraft
World of Warcraft (WoW; укр. Світ Воєнного ремесла) — багатокористувацька рольова онлайн-гра, розроблена компанією Blizzard Entertainment. Це четверта відеогра в серії Warcraft, не враховуючи доповнень та скасованої Warcraft Adventures: Lord of the Clans. Події ігор серії Warcraft відбуваються у фентезійному всесвіті Warcraft, що вперше був зображений у грі Warcraft: Orcs & Humans в 1994 році. Події World of Warcraft відбуваються через п'ять років після фіналу Warcraft III: The Frozen Throne.
Згідно з Книгою рекордів Гіннесса, World of Warcraft є найпопулярнішою MMORPG в світі. В прес-релізі Blizzard від 23 січня 2007 року повідомлялося, що кількість передплатників гри склала більше 8 млн. осіб по всьому світу, станом на 7 жовтня 2010 року кількість передплатників перевищила вже 12 млн. World of Warcraft таким чином є найбільш популярною MMORPG в світі, і тримає місце в Книзі рекордів Гіннеса як найпопулярніша MMORPG за кількістю передплатників. Станом на липень 2012 року, гра зібрала понад 10 млрд. доларів США, що робить World of Warcraft також найбільш касовою відеогрою всіх часів, обійшовши дохід від Call of Duty: Black Ops на 1,5 мільярди доларів. У січні 2014 було оголошено, що протягом всієї роботи гри створено понад 100 млн. акаунтів.
Гра отримала декілька нагород, одна з них — Gamespot's Game of the Year Award, як найкраща гра 2004 року.
WoW періодично отримує доповнення, які вносять зміни до ігрового процесу та розширюють ігровий світ. Першим з них стало World of Warcraft: The Burning Crusade, випущене 16 січня 2007 року. На 2023 рік останнім є World of Warcraft: Dragonflight, вихід якого відбувся 28 листопада 2023 року. 3 листопада 2023 року була анонсована серія доповнень «Сага про душу світу» та десяте доповнення World of Warcraft: The War Within.

## Ігровий процес

Герой зі своїм вихованцем-вовком виконує завдання зі знищення гоблінів

### Основи
На відміну від попередніх ігор серії Warcraft, ця гра не є стратегією в реальному часі, а багатокористувацькою онлайн-грою. World of Warcraft дозволяє гравцеві зануритися у світ Warcraft, взявши роль обраного персонажа. Цілі гри кожен визначає для себе сам. Це може бути дослідження світу, вдосконалення майстерності у якійсь професії, чемпіонство на арені або просто досягнення максимально доступного рівня розвитку персонажа. З отриманням останнього рівня гра не закінчується. Керуючи ігровим персонажем, він може досліджувати різноманітні території, боротися з чудовиськами, а також виконувати різні доручення, які видають комп'ютерні персонажі.
При створенні нового персонажа гравець може вибрати з-поміж тринадцяти рас і одинадцяти класів, які визначають доступні характеристики і вміння. Для всіх них можливі поєдинки і з іншими гравцями, на дуелях, аренах або проти гравців ворожої фракції. За успішне виконання завдань гравець отримує гроші, різні речі та досвід. За битву з іншими персонажами — «честь», бали, які можна вкласти в спорядження.
Більшість завдань на початковому етапі виконуються наодинці, але чим вище гравець розвивається і зростає за рівнями, тим завдання стають складнішими, і частину з них відразу розраховано на те, щоб персонажі об'єднувалися в групи. Існують також спеціальні підземелля, котрі розраховані для груп від п'яти до сорока гравців. Для координації дій таких великих груп гравці можуть об'єднуватися в гільдії. Гравець, що обрав клас «мисливець», може спіймати і приручити істот-вихованців, з яким брати участь у боях вихованців. За перемогу персонаж отримує нагороди і щоденні додаткові завдання. Самі вихованці з часом стають ефективнішими і набувають нових якостей.
Компанія Blizzard постійно розробляє нові можливості для високорівневих гравців. Наприклад, для того, щоб зібрати собі гідну екіпіровку, можна виконувати завдання фракцій, чим поступово змінювати їх ставлення до себе на більш прихильне. Для цього в грі створена ціла система «репутації», яка полягає в тому, що якщо гравець виконує завдання будь-якої конкретної раси або навіть фракції, — ставлення «працедавця» до гравця змінюється в кращий бік. Гравці з високою репутацією в якійсь з фракцій чи рас отримують унікальні бонуси, такі як їздові тварини інших рас, високорівневі рецепти, броню і зброю у торговців. Гравців з низькою репутацією представники фракції будуть ігнорувати або атакувати, щойно побачать.
У грі існують професії, які персонажі можуть розвивати для подальшого отримання предметів, що потім можна використовувати в процесі гри. В загальному вони поділяються на добувні та виробничі. Вивчати і розвивати професії можна у тренерів та за допомогою спеціальних рецептів. Професіями можна оволодіти незалежно від раси і класу.
Ігрові персонажі в World of Warcraft прив'язані до конкретних профілів (акаунтів). Гравці можуть створювати певну обмежену кількість персонажів на одному сервері, із загальним лімітом в 50 персонажів для всіх серверів.

### Раси і класи
Всі ігрові раси розбиті на дві ворожі фракції — Альянс і Орду. Расам доступні наступні класи, що визначає їхні характеристики та здібності: Воїн, Паладин, Мисливець, Розбійник, Жрець, Лицар Смерті, Шаман, Маг, Чорнокнижник, Монах, Друїд, Мисливець на демонів. Кожен клас відкритий для певних рас, наприклад, Друїдом може бути лише представник нічних ельфів, ворґенів, тауренів і тролів.

#### Альянс
Люди — нащадки врайкулів, раси велетнів, створених Титанами. Колись їхня єдина держава Аратор розкололася, а її фрагменти постраждали від орків та невмерлих. Коли Палаючий Легіон завдав удару, люди вступили в союз з іншими расами, проте зазнали значних втрат, а їхній король Артас став повелителем невмерлих. Хоча люди вважаються однією з наймолодших рас Азероту, вони славляться доблестю, відвагою та швидким пристосуванням до змін. Лідер на час подій гри — король Андуїн Рінн.
Нічні ельфи — близькі до природи та раніше безсмертні усамітнені істоти, що активно проявили себе під час нападу Палаючого Легіону. Подолавши Легіон втратою Дерева Життя, Нічні ельфи стали вразливими до старіння і хвороб. Проте з часом було вирішено виростити нове Дерево Життя, яке замість повернення безсмертя стало ширити хвороби. Орді вдалося захопити частину володінь ельфів, проте вони готуються до відбиття загрози, в той час, як Азерот розпадається на частини. Лідери — Верховна жриця Тіранда Шелест Вітру і верховний друїд Малфуріон Шаленство Бурі.
Ворґени — раса створінь, зовні схожих на перевертнів. Вони походять від давніх друїдів, що поклонялися дикому богу Ґолдріну. Завдяки своїм здібностям, ці друїди уміло перевтілювалися у жахливих вовків, але згодом дика звірина натура захопила всю їхню сутність. Щоб керувати цією дикою формою, Ралаар Вогнеклик створив так звану Косу Елуни. Але замість того, щоб стримати звирине їство Друїдів Коси, як вони себе називали, артефакт перетворив їх на ворґенів. Після цього решта друїдів вирішила заточити цих чудовиськ у світі Смарагдового Сну. Про ворґенів забули на тисячоліття, доки верховний маг Аруґал не зумів визволити їх. Це призвело до поширення ворґенів. У World of Warcraft ворґени можуть грати за такі класи: Друїд, Мисливець, Маг, Жрець, Розбійник, Чорнокнижник, Воїн та Лицар Смерті. Їхній лідер — король Ґенн Сивогрив.
Дренеї — високорозвинені блакитношкірі втікачі зі світу Арґус, якому загрожував титан Сарґерас та його Палаючий Легіон. На чолі з Веленом дренеї сховалися в світі Дренор, де створили нову цивілізацію. Проте демон Кіл'джеден відшукав вигнанців та перетворив орків на жорстоку Орду. Дренеї знайшли новий прихисток в Азероті та приєдналися до Альянсу в боротьбі проти сил зла. Лідер — пророк Велен.
Дворфи — низькорослий народ, нащадки земельників — істот з каменю, створених Титанами, але які врешті стали створіннями з плоті й крові через магічну епідемію. Дворфи намагаються відкрити таємниці свого минулого, ведучи розкопки в древніх містах Азероту. Лідери — Рада Трьох Молотів.
Гноми — низькорослі славетні механіки, інженери і техніки, котрі походять від механогномів, що їх колись створили собі на допомогу Титани. В ході навали Палаючого Легіону втратили столицю Гномреґан та прагнуть відвоювати свої землі. Лідер — головний механік Ґелбін Меккакруть.
Пандарени — людиноподібні панди, які довго жили відрізаними від решти світу на огорнутому магічним туманом континенті Пандарії. Проте іноді пандарени наважуються покинути батьківщину в пошуках пригод. Лідер — Аїса Співець Хмар.

#### Орда
Орки — кремезні прибульці зі світу Дренор, обернені на жорстоких варварів Палаючим Легіоном для знищення дренеїв. Відтоді їхня коричнева шкіра позеленіла, а ціллю життя стала війна. Їхнє вторгнення в Азерот завершилося невдачею та рабством у людей. Залишки орків осіли в землях Калімдору і врешті з'єдналися з рештою орків Дренору, щоби подолати рабство Палаючого Легіону. Однак їхній новий лідер, Ґаррош Пеклокрик, виявився більш імпульсивним за свого попередника Тралла, тому до кінця подій Mists of Pandaria продовжував агресію не тільки проти Альянсу, а й проти інших рас Орди. Наразі лідером орків є Варок Саурфанґ.
Таурени — напівлюди, напівбики, жителі Калімдору, котрі уклали союз із орками заради виживання. Попри втрати у війні з Палаючим Легіоном, а потім сварки з орками, таурени лишаються вірними Орді. Лідер — верховний вождь Бейн Криваве Копито.
Гобліни — колишні раби тролів, які скинули їхню владу та заснували власну цивілізацію. Від природи хитрі та жадібні, гобліни виробляють і поставляють зброю як Альянсу, так і Орді. Лідер — торговий принц Ґаллівікс.
Ельфи крові — вцілілі колишні вищі ельфи, які страждають через втрату сили Сонячного джерела, опогонаненого Артасом Менетілом. Їхній лідер Кель'тас Сонячний Блукач у пошуках порятунку пішов на бік Палаючого Легіону і опанував магію скверни. Хоч Сонячне джерело було очищене пророком дренеїв Веленом, деякі ельфи і надалі вірні темній магії. Лідер — Лор'темар Терон, лорд-регент Кель'Таласа.
Тролі — жорстокі і схильні то темної магії істоти. Серед них виділяється горде, проте вимираюче плем'я Чорного списа, яке живе окремо від решти свого народу. Свого часу воно допомогло оркам Тралла в боротьбі проти людей, за що було прийняте до Орди, хоч з приходом до влади Ґарроша вплив тролів похитнувся. Після смерті Вол'джина лідером є Рохан.
Невмерлі — колишні слуги Короля Лича Артаса, які зуміли втекти з-під його влади на чолі з ельфійкою Сильваною Вітрогін. Шукаючи союзників через страх багатьох народів Азероту перед невмерлими, вони уклали союз з Ордою. Лідер — вождь Орди, королева банші Сильвана Вітрогін.
Пандарени — людиноподібна раса, яка зовні нагадує панд. Пандарени займають власний континент — Пандарію, який відділився під час Великого Розколу і був прихований за допомогою магічної пелени від решти Азероту аж до часів виходу Mists of Pandaria. Пандарени — це єдина раса у світі Warcraft, яка є від початку нейтральною, але має можливість примкнути як до Орди, так і до Альянсу, залежно від того, як буде завершено ланцюжок завдань на стартовій локації.

### Бізнес-модель
World of Warcraft розповсюджується згідно принципу P2P (англ. pay to play - плати, щоб грати). Для отримання доступу до ігрового процесу гравцю необхідно оформити передплату, яка існує у трьох варіантах: на один календарний місяць (30 днів), три календарних місяці (90 днів) та шість календарних місяців (180 днів).
Крім того, кожний глобальний аддон необхідно придбати за додаткову плату, щоб отримати доступ до його вмісту.
Після виходу патчу 4.2, «Лють Вогню», базова комплектація гри була розширена — гравці могли придбати власне World of Warcraft і перший аддон, The Burning Crusade, за ціною звичайної версії World of Warcraft.
Після виходу патчу 5.1, «Підхід до берега», базова комплектація гри була розширена ще більше — тепер гравці змогли придбати World of Warcraft, перший аддон, The Burning Crusade, і другий аддон, Wrath of Lich King, за ціною звичайної версії World of Warcraft.
Окрім того, за додаткову плату гравець може отримати доступ до деяких послуг (зміна раси, фракції, зовнішнього вигляду тощо).

### Стартова версія
Стартова версія World of Warcraft дозволяє пограти безкоштовно. Все, що для цього потрібно, це мати профіль на Battle.net та підключення до мережі Інтернет. Для стартової версії існують певні обмеження. Граючи на стартовій версії, не можна:
- Брати участь у боях вихованців.
- Отримати доступ до загального каналу чату та використовувати голосовий чат (гравцям будуть доступні лише обмежені канали «Сказати», «Група» і «Шепіт» для відсилання повідомлень всім зі свого регіону, групі або іншому гравцеві).
- Спілкуватися з персонажами повних облікових записів, поки ті першими не звернуться до гравця чи не додадуть персонажа гравця до свого списку друзів.
- Брати участь у торгівлі та/або обміні на аукціонах, через внутрішньоігрову пошту або між гравцями. Створювати гільдії або приєднуватися до них.
- Використовувати функції Справжнього Імені Battle.net та голосового спілкування.
- Отримати перевагу в черзі доступу до ігрових світів.
- Використовувати платні послуги (перенесення персонажа, зміна фракції тощо).

Періодично вміст доповнень включається до складу базової версії. З 19 травня 2016 року базова версія містить всі випущені доти доповнення.

## Сюжет
Після подій Warcraft III: The Frozen Throne нова Орда Тралла розширилася, прийнявши невмерлих відречених, тауренів і тролів. Тим часом гноми, дворфи та нічні ельфи вступили до відродженого Альянсу, керованого з людського королівства Штормовій. Коли король Штормовію, Варіан Рінн, таємним чином зник, лорд Болвар Фордраґон став регентом. Герої Альянсу та Орди беруться розкрити змову, яка загрожує Азероту, та вирішити інші загрози.

## Розробка
World of Warcraft було анонсовано Blizzard на конференції European Computer Trade Show 2 вересня 2001 року. Було повідомлено про світ гри, її основні особливості, ігрові раси й класи. Майк Моргейм, президент та співзасновник Blizzard, повідомив, що World of Warcraft на той час була їхнім основним проектом. Інтерфейс розроблявся таким, щоб гравці могли змінювати його на свій розсуд та дописувати власні міні-доповнення, які полегшують користування ним.
На початку 2004 року почалося бета-тестування, а 23 листопада гра вийшла у Північній Америці, Австралії та Новій Зеландії. Початково з територій були доступними тільки Східні Королівства та Калімдор, а Альянс і Орда включали по чотири раси. 18 січня 2005 року World of Warcraft випустили в Південній Кореї, а 11 лютого в Європі. Поступово гра вдосконалювалася патчами, що вносили зміни в ігровий баланс і додавали нові можливості.
Анонс першого доповнення відбувся 28-29 жовтня на BlizzCon. Доповнення отримало назву Burning Crusade, а 11 вересня 2006 стало відома точна дата його виходу — 16 січня 2007 року.

## Оцінки і відгуки
| Агрегатор    | Оцінка |
| ------------ | ------ |
| GameRankings | 92%    |
| Metacritic   | 93%    |

| Видання                    | Оцінка    |
| -------------------------- | --------- |
| 1Up.com                    | A         |
| Edge                       | 9 з 10    |
| Eurogamer                  | 8 з 10    |
| Game Informer              | 9.5 з 10  |
| GamePro                    | 4.5 з 5   |
| GamesMaster                | 93%       |
| GameSpot                   | 9.5 з 10  |
| GameSpy                    | 5/5 зірок |
| IGN                        | 9.1 з 10  |
| PC Gamer (Велика Британія) | 94%       |

World of Warcraft від часу випуску зібрала численні позитивні відгуки гравців та критиків. Було відзначено велику кількість запозичень з жанру рольових ігор та відсутність тривалої паузи між смертю персонажа та його респавном. Квести критиками оцінювалися як невід'ємна складова гри, яка продовжує завершену сюжетну лінію та спонукає гравця до дій.
Так GameSpot похвалили у своєму огляді персонажів, написавши, що вони добре виконані, з «життєздатними і цікавими» класами, які мають унікальні та різноманітні механізми, і кожна з рас володіє особливим зовнішнім виглядом. Схвалення отримав і користувацький інтерфейс за його простоту та зрозумілість для новачків.
Разом із тим деякі оглядачі, високо оцінивши World of Warcraft, прогнозували грі швидкий занепад. Наприклад в огляді IGN гра називалася «жертвою популярності», яка швидко втратить гравців.
World of Warcraft стала найбільш продаваною відеогрою для ПК 2005 і 2006 років. На листопад 2014 року гра мала понад 10 млн. активних підписників.

### Нагороди
- Гра року (Gamespot, Macworld, XSages, Fragland, Cinescape, Gaming Illustrated)
- Найкраща багатокористувацька онлайн-гра (GameSpot)
- Найкраща рольова гра (RPG або MMORPG) (GameSpy, VoodooExtreme)
- Найкраща RPG для ПК (FileFront)
- Переможець конкурсу Best of Show (E3 2003)
- Найкраща гра Persistent Online (E3 2003)
- Лауреат конкурсу Best Graphics (найкраща графіка) (E3 2003)
- Найкращий вступний відеоролик (Game Chronicles)[24]

## Доповнення
На 2024 гра має десять доповнень:
- World of Warcraft: The Burning Crusade — перше доповнення, анонсоване 28 жовтня 2005 року та випущене 16 січня 2007. Воно додало до числа ігрових рас кривавих ельфів та дренеїв, нові зони, професії та можливості для старих рас і класів. Доповнення концентрується на Позамежжі (колишньому Дренорі) та Іллідані Шаленство Бурі, який став його правителем і все ще бажає довести своє бажання знищити Палаючий Легіон, що почав новий наступ на Азерот[14].
- World of Warcraft: Wrath of the Lich King — анонсоване 3 серпня 2007 на BlizzCon 2007 і випущене 13 листопада 2008. Це доповнення підняло максимальний рівень персонажа з 70 до 80, ввело клас «лицар смерті», нові зони та квести. Його події зосереджені на континенті Нортренд, яким править Король-Ліч Артас, котрий готує нове вторгнення невмерлих на землі Азероту[25].
- World of Warcraft: Cataclysm — анонсоване 21 серпня 2009 на BlizzCon 2009 та видане 7 грудня 2010 року. Доповнення надає нові зони і професії, в Азероті стали доступні летючі їздові тварини, а максимальний рівень підвищився до 85-го. Сюжет концентрується на поверненні дракона Смертекрила, котрий ненавидить населення Азероту та прагне помститися за свою колишню поразку[26].
- World of Warcraft: Mists of Pandaria — випущене 25 вересня 2012 року. Доповнення підняло максимальний рівень персонажа до 90-го, ввело нові зони та расу пандаренів. В центрі сюжету стоїть відкриття континенту Пандарія після навали Орди під керівництвом Ґарроша Пеклокрика на Альянс та планах обох сторін заволодіти ресурсами континенту[27].
- World of Warcraft: Warlords of Draenor — анонсоване 8 листопада на BlizzCon 2013 та випущене 13 листопада 2014 року. Піднімає максимальний рівень персонажа до 100-го, надає нові зони, нову версію Позамежжя — Дренор, перки та вдосконалення графіки гри. За сюжетом клани орків, звільнені від поневолення Палаючим Легіоном завдяки втручанню Ґарроша в хід історії, клани об'єдналися в Залізну Орду та готують захоплення сучасного Азероту з альтернативної версії минулого[28]. З травня 2016 це доповнення входить до базової версії WoW[11].
- World of Warcraft: Legion — анонсоване 6 серпня на Gamescom 2015 та випущене 30 серпня 2016 року. Впроваджує новий клас — мисливців на демонів, послідовників Іллідана Шаленство Бурі, нову зброю та локацію Розколоті острови. Ґул'дан втік до сучасного Азероту, де визволив Іллідана, та відкрив гробницю Сарґераса. Це дозволяє Палаючому Легіону вчетверте прийти на Азерот з метою повернути Сарґереса і нарешті знищити світ[29].
- World of Warcraft: Battle for Azeroth — анонсоване 3 листопада 2017 та випущене 14 серпня 2018 року. Додасть нові території, Кул-Тірас і Зандалар, і союзні раси — різновиди вже відомих. У доповненні буде реалізовано систему воєнних фронтів за участю 20-и гравців[30].
- World of Warcraft: Shadowlands — анонсоване 1 листопада 2019 року та випущене 23 жовтня 2020 року. Запроваджена нова система розвитку персонажів, максимальний рівень скорочений зі 120-го до 60-го, представникам всіх рас доступний клас лицарів смерті, а на старті доповнення в ігровий світ будуть додані 5 нових зон, що знаходяться в Землях тіней[31].
- World of Warcraft: Dragonflight — анонсоване 19 квітня та випущене 28 листопада 2022 року. Новий клас евокерів, нова раса драктирів, максимальний рівень збільшений з 60-ти до 70-ти, нова система талантів, польотів. Додана нова локація, Драконячі острови, та 5 ігрових зон[32].
- World of Warcraft: The War Within — анонсоване 3 листопада 2023 року[4][33] та випущене 26 серпня 2024 року[34]. Перше доповнення серії «Сага про душу світу». Нова союзна раса земляних дфорів, нові локації: Азж-Кагет, острів Дорн, Дзвінкі глибини та Сяйвопад[4].